# 6445 Bellmore
A 6445 Bellmore (ideiglenes jelöléssel 1990 FS1) a Naprendszer kisbolygóövében található aszteroida. Eleanor F. Helin fedezte fel 1990. március 23-án.